# Confine tra Bielorussia e Lettonia
Il confine tra la Bielorussia e la Lettonia descrive la linea di demarcazione tra questi due Stati. Ha una lunghezza di 141 km.

## Storia
La nascita del confine si deve ricercare nella guerra d'indipendenza lettone, terminata nell'agosto del 1920: il trattato di Riga sottoscritto il 1 febbraio stabilì una linea di demarcazione che coincideva con il limite orientale degli abitanti di etnia lettone (ludzas apriņķis). Nel marzo del 1920, la divisione di fanteria di Kurzeme dell'esercito lettone aveva occupato Verchnjadzvinsk e i territori circostanti in mano ai polacchi fino al lago Osveya, nei pressi della riva destra della Düna. Dopo la pace tra Lettonia e Russia sovietica l'11 agosto, l'esercito lettone si ritirò da Drisa. Solo Piedrujas e Pustiņa (Robežnieku) rimasero in mano alla Lettonia.
Nella primavera del 1920, in piena guerra russo-polacca, l'esercito polacco occupò Grīva, Borne, Borovka (Silene), Demene, Kalkun, Saliena e Skrudaliena, che appartenevano amministrativamente all'allora istituito distretto polacco di Braslava. Dopo il ritiro delle truppe polacche durante il medesimo conflitto (estate 1920), l'area fu occupata dall'esercito lettone.
La delimitazione del confine lettone-bielorusso attuale è stata decisa anni dopo il crollo dell'Unione Sovietica, nel 1997 e confermata ufficialmente il 10 aprile 2002 a Riga con la firma di un protocollo di intesa. Dal 2004, con l'ingresso nella UE da parte della Lettonia, è divenuto confine esterno della Comunità. Dal 2007, con l'entrata in vigore dello spazio Schengen, la Bielorussia è divenuta una delle due nazioni con cui il Paese baltico condivide un sistema frontieristico tradizionale (l'altra è la Russia).

## Caratteristiche
Il confine interessa la parte nord della Bielorussia e quella sud-est della Lettonia. Ha un andamento generale da ovest verso est. Inizia alla triplice frontiera tra Bielorussia, Lettonia e Lituania e termina alla triplice frontiera tra Bielorussia, Lettonia e Russia.
Esistono quasi 420 punti di frontiera tra i due Paesi. In quanto frontiera esterna, l'UE e le disposizioni dell'accordo di Schengen chiedono sempre più un'efficace difesa contro gli immigrati clandestini. Dalla parte bielorussa, l'accesso nell'area di confine è possibile solo se autorizzati, ma è spesso bypassato. Le fortificazioni di confine sono molto più organizzate e presidiate dal lato lettone. Alcune frontiere risultano riservate solo a residenti, guardie di frontiera e visitatori selezionati che dispongono di un permesso speciale.
Attraversare la frontiera in Lettonia richiede un visto ai sensi delle leggi dell'Unione Europea (Accordo di Schengen) e alla Bielorussia un visto bielorusso. Nel traffico frontaliero locale si applicano disposizioni speciali.